# Jeff Sheppard
Jeffrey Kyle "Jeff" Sheppard (Marietta, Georgia, 29 de septiembre de 1974) es un exjugador de baloncesto estadounidense que disputó una temporada en la NBA, además de jugar otras dos en la liga italiana. Con 1,91 metros de estatura, lo hacía en la posición de base.

## Trayectoria deportiva

### Universidad
Jugó durante cuatro temporadas con los Wildcats de la Universidad de Kentucky, en las que promedió 8,1 puntos, 2,1 asistencias y 2,4 rebotes por partido Ganó dos Campeonatos de la NCAA, en 1996 a las órdenes de Rick Pitino y en 1998 a las de Tubby Smith. En ese último campeonato fue elegido Mejor Jugador del Torneo, y al término de la temporada fue incluido en el tercer mejor quinteto de la Southeastern Conference.

### Profesional
Tras no ser elegido en el 1998, fichó como agente libre en el mes de enero por los Atlanta Hawks, con los que jugó hasta final de temporada, promediando 2,2 puntos y 1,2 rebotes por partido.
En 1999 se marchó a jugar a la liga italiana, fichando por el Treviso Basket. Al año siguiente jugó en el Roseto Basket y en 2001 fichó por el Pallacanestro Virtus Roma, promediando en total 12,6 puntos y 2,3 rebotes por partido.  Tras los atentados del 11 de septiembre decidió dejar el baloncesto en activo, debido a que su mujer y su hija recién nacida se encontraban en los Estados Unidos y quiso regresar a casa.

## Estadísticas de su carrera en la NBA

### Temporada regular
| Temporada | Edad | Equipo        | Liga | Pos. | P  | TIT | MIN  | TC  | TCA | %TC  | 3P  | 3PA | %3P  | 2P  | 2PA | %2P  | TL  | TLA | %TL  | R.OF. | R.DEF. | REB | ASIS | ROB | TAP | PER | FP  | PTS |
| 1998-99   | 24   | Atlanta Hawks | NBA  | SG   | 18 | 5   | 10.3 | 0.8 | 2.2 | .385 | 0.1 | 0.4 | .286 | 0.7 | 1.8 | .406 | 0.4 | 0.7 | .615 | 0.3   | 0.9    | 1.2 | 0.9  | 0.2 | 0.0 | 0.4 | 0.7 | 2.2 |
| Total     |      |               | NBA  |      | 18 | 5   | 10.3 | 0.8 | 2.2 | .385 | 0.1 | 0.4 | .286 | 0.7 | 1.8 | .406 | 0.4 | 0.7 | .615 | 0.3   | 0.9    | 1.2 | 0.9  | 0.2 | 0.0 | 0.4 | 0.7 | 2.2 |

### Playoffs
| Temporada | Edad | Equipo        | Liga | Pos. | P | TIT | MIN | TC  | TCA | %TC  | 3P  | 3PA | %3P | 2P  | 2PA | %2P  | TL  | TLA | %TL | R.OF. | R.DEF. | REB | ASIS | ROB | TAP | PER | FP  | PTS |
| 1998-99   | 24   | Atlanta Hawks | NBA  | SG   | 4 | 0   | 3.0 | 0.0 | 0.8 | .000 | 0.0 | 0.0 |     | 0.0 | 0.8 | .000 | 0.0 | 0.0 |     | 0.5   | 0.0    | 0.5 | 0.5  | 0.3 | 0.0 | 0.0 | 0.0 | 0.0 |
| Total     |      |               | NBA  |      | 4 | 0   | 3.0 | 0.0 | 0.8 | .000 | 0.0 | 0.0 |     | 0.0 | 0.8 | .000 | 0.0 | 0.0 |     | 0.5   | 0.0    | 0.5 | 0.5  | 0.3 | 0.0 | 0.0 | 0.0 | 0.0 |